# Leanne Smith (nuotatrice)
Leanne Smith (Beverly, 8 maggio 1988) è una nuotatrice paralimpica statunitense che ha rappresentato gli Stati Uniti in due edizioni dei Giochi paralimpici.

## Biografia
Nel 2012 le è stata diagnosticata la distonia, una malattia progressiva che colpisce tutti e quattro gli arti, le corde vocali e il tronco. Le è stato anche diagnosticato il lupus.

## Carriera
Smith ha fatto il suo debutto internazionale ai Campionati mondiali di nuoto paralimpico del 2019 tenutesi a Londra dove ha vinto tre medaglie d'oro e una medaglia d'argento.
Ha poi rappresentato gli Stati Uniti alle Paralimpiadi estive del 2020 a Tokyo vincendo una medaglia d'argento nei 100 metri stile libero femminili classe S3.
Nel 2022 viene convocata ai Campionati mondiali di nuoto paralimpico del 2022 tenutesi a Madeira, dove ha vinto una medaglia d'oro in tutti e sette gli eventi a cui ha partecipato, eguagliando in questo modo la connazionale Jessica Long, che conquistò lo stesso numero di medaglie d'oro nel 2010.
Dopo i Campionati mondiali del 2022, Smith ha contratto un'infezione respiratoria, trascorrendo diverse settimane in ospedale, anche in terapia intensiva, con un polmone parzialmente collassato. Successivamente ha dovuto reimparare a mangiare, parlare, deglutire e nuotare. Dopo un'intensa riabilitazione, il 29 aprile 2023 è stata convocata per rappresentare gli Stati Uniti ai Campionati mondiali di nuoto paralimpico del 2023 a Manchester. Durante l'evento ha vinto una medaglia di bronzo nei 200 metri stile libero classe S3.
Smith ha rappresentato gli Stati Uniti alle Paralimpiadi estive del 2024 a Parigi vincendo quattro medaglie, due d'oro e due d'argento.

## Palmarès

### Giochi paralimpici
| Anno | Manifestazione                 | Sede   | Evento                                       | Risultato | Note |
| ---- | ------------------------------ | ------ | -------------------------------------------- | --------- | ---- |
| 2020 | XVI Giochi paralimpici estivi  | Tokyo  | 100 metri stile libero classe S3             | Argento   |      |
| 2024 | XVII Giochi paralimpici estivi | Parigi | 50 metri stile libero classe S4              | Oro       |      |
| 2024 | XVII Giochi paralimpici estivi | Parigi | 100 metri stile libero classe S3             | Oro       |      |
| 2024 | XVII Giochi paralimpici estivi | Parigi | Staffetta 4x50 metri stile libero - 20 punti | Argento   |      |
| 2024 | XVII Giochi paralimpici estivi | Parigi | Staffetta 4x50 metri misto - 34 punti        | Argento   |      |

### Mondiali
| Anno | Manifestazione               | Sede       | Evento                                 | Risultato | Note |
| ---- | ---------------------------- | ---------- | -------------------------------------- | --------- | ---- |
| 2019 | Campionati mondiali di nuoto | Londra     | 50 metri rana classe S3                | Oro       |      |
| 2019 | Campionati mondiali di nuoto | Londra     | 100 metri stile libero classe S3       | Oro       |      |
| 2019 | Campionati mondiali di nuoto | Londra     | 150 metri individuale misto classe SM4 | Oro       |      |
| 2019 | Campionati mondiali di nuoto | Londra     | 50 metri dorso classe S3               | Argento   |      |
| 2022 | Campionati mondiali di nuoto | Madeira    | 50 metri rana classe S3                | Oro       |      |
| 2022 | Campionati mondiali di nuoto | Madeira    | 50 metri dorso classe S3               | Oro       |      |
| 2022 | Campionati mondiali di nuoto | Madeira    | 50 metri stile libero classe S3        | Oro       |      |
| 2022 | Campionati mondiali di nuoto | Madeira    | 100 metri stile libero classe S3       | Oro       |      |
| 2022 | Campionati mondiali di nuoto | Madeira    | 200 metri stile libero classe S3       | Oro       |      |
| 2022 | Campionati mondiali di nuoto | Madeira    | 150 metri individuale misto classe SM4 | Oro       |      |
| 2022 | Campionati mondiali di nuoto | Madeira    | Staffetta 4x50 metri misto - 20 punti  | Oro       |      |
| 2023 | Campionati mondiali di nuoto | Manchester | 200 metri stile libero classe S3       | Argento   |      |